# Hyundai Accent
Hyundai Accent (în multe țări este vândut sub numele Verna) este un autoturism din clasa subcompactă produs în Coreea de Sud, India, Pakistan și Turcia. Acesta a înlocuit modelul Excel.
Accent este produs pentru piața chineză de compania Beijing Hyundai. În Mexic, modelul Accent este comercializat de DaimlerChrysler ca Dodge Attitude. În Venezuela, DaimlerChrysler vinde Brisa de Dodge, care este bazat pe vechea generație Accent. Modelul Brisa este asamblat în fabrica Mitsubishi Motors în Barcelona, Venezuela. În Puerto Rico, a fost redenumit în Hyundai Brio.
Conform actualei liste publicată de EPA, Accent aparține clasei compacte.

## Prima generație (X3; 1994)
Hyundai Accent (X3) a fost introdus pentru a înlocui modelul Excel. Pe anumite piețe internaționale ca Olanda și Austria, Accent a fost comercializat cu numele Excel. În Franța se numea Hyundai Pony, iar în Austria modelul X3 (Accent) a devenit atât de cunoscut încât a fost pe locul trei la vânzări în 1996 și 1998. 
În ultimul an, s-au vândut 44,000 de bucăți (5,5% din piață), un record pentru un autoturism de import. Între 1994 și 2000, s-au vândut în Australia, 200,000 de X3, făcând din acesta cel mai de succes model din istoria țării.
În Marea Britanie, Accent a fost vândut în trei tipuri de caroserie sedan, hatchback și coupe iar la capitolul motorizare, erau disponibile două motoare pe benzină: de 1,3 și 1,5 litri. CLSi a fost cel mai bun nivel de echipare al modelului Accent, acesta venea cu geamuri electrice și radio casetofon.

## A doua generație (LC; 1999)
În 2000, modelul Accent (LC) a fost redesenat complet, căpătând o alură mai sportivă și o creștere în dimensiuni. În 2003, a beneficiat de o mică restilizare și a primit numele de cod LC 2.

### Motorizări
- 1.3 litri cu 12 valve, SOHC Alpha I4 cu 75CP (55 kW)
- 1,5 litri cu 12 valve, numit SOHC Alpha I4, cu 83 CP (69 kW) și 132 Nm
- 1,5 litri cu 16 valve, DOHC Alpha I4, cu 101 CP (75 kW) și 133 Nm
- 1,6 litri cu 16 valve, DOHC Alpha I4, cu 104 CP (78 kW) și 144 Nm

## A treia generație (MC; 2005)
În Statele Unite, este disponibil un singur nivel de echipare (GLS). Acesta conține 6 airbag-uri; aer condiționat; sistem de frânare cu 4 discuri, ABS și EBD; radio/CD stereo cu 6 boxe. Prețul pornește de la 12,995 USD, cu 2000 USD mai scump decât versiunea 2005. Nivelul de echipare sport, costă 1,500 USD și conține în plus față de nivelul GLS jante de 15”, geamuri electrice, oglinzi electrice cu încălzire și închiderea centralizată a ușilor. Există și o cutie de viteză automată, aceasta putând fi cumpărată cu 850 USD. Astfel Hyundai Accent poate ajunge la  15,345 USD. În primăvara lui 2006, Hyundai începe comercializarea versiunii hatchback cu 3 uși.
Hyundai Accent a ajuns să ocupe locul trei în topul celor mai bine vândute subcompacte în Statele Unite, după rivalii Chevrolet Aveo și Toyota Yaris.

### Motorizări
- 1,6 litri, CVVT Alpha 2 I4, cu 112 CP (82 kW) și 146 Nm (diponibil pentru piața Americii de Nord)
- 1,5 litri, D I4, Diesel cu turbosuflantă cu 110 CP (81 kW) și 235 Nm; injecție directă tip Common Rail și turbosuflantă cu geometrie variabilă.

### Hibrid
Hyundai debutează cu Accent Hybrid la Guangzhon International Automobile Exhibition în Guangzhon, China. Acest model are o putere totală de 106 CP dezvoltată de două motoare:
- Pe benzină de 1,4 litri cu 90 CP (67 kW)
- Electric cu o putere de 16 CP (11,9 kW)

Hyundai prezintă noua generație (nume de cod MC), la Salonul Auto Internațional de la New York (2005). Acesta avea un nou exterior, la interior dispunea de un spațiu considerabil și dispunea de un nou motor numit CVVT. Pentru acest model s-a anunțat că în 2006 va fi disponibil și un motor hibrid.